# Peter Seabourne
Peter Seabourne, né le 22 janvier 1923 à Londres (Angleterre) et mort le 27 juillet 2005 à Worthing (Sussex) au Royaume-Uni, est un réalisateur, monteur, producteur et scénariste américain.

## Filmographie

### comme réalisateur
- 1991 : Robin Hood: The Movie (vidéo)
- 1967 : Countdown to Danger
- 1968 : Escape from the Sea
- 1972 : Iolanthe (TV)
- 1972 : Ruddigore (TV)
- 1972 : Trial by Jury (TV)
- 1972 : The Mikado (TV)
- 1972 : The Pirates of Penzance (TV)
- 1991 : Il Ritorno di Robin Hood

### comme monteur
- 1950 : The Wooden Horse
- 1953 : The Dog and the Diamonds
- 1953 : Marilyn
- 1953 : Death Goes to School
- 1953 : Le Roi de la pagaille (Trouble in Store)
- 1954 : Devil's Point

### comme producteur
- 1972 : The Yeomen of the Guard (TV)
- 1972 : H.M.S. Pinafore (TV)
- 1972 : The Gondoliers (TV)

### comme scénariste
- 1967 : Countdown to Danger
- 1968 : Escape from the Sea